# Lytocaryum
Lytocaryum es un género de plantas con flores con dos especies, perteneciente a la familia  de las palmeras (Arecaceae). Es endémica de Brasil, donde las dos especies son conocidas. Anteriormente estuvo clasificada como Microcoelum, el género está estrechamente relacionada con Syagrus, de la que solo se diferencia por sus abundantes pelos, anteras muy versátiles y diferencias en epicarpio , mesocarpio y endocarpio.

## Descripción
Ambas especies tienen troncos solitarios, estrechamente anillados y conservan las vainas en la parte superior del tallo. Los troncos alcanzan los 15 cm de diámetro y 4,5 m de altura, pero normalmente solo llegan a la mitad en el cultivo. La corona esférica se compone de numerosas hojas pinnadas de 75 cm de largo con pecíolos de 30 cm. Los foliolos tienen 12 cm de largo, y se encuentran regularmente dispuestos, en el mismo plano, a lo largo del raquis, son de color verde con gris en la parte superior y glauco debajo.
La inflorescencia es interfoliar, ramificada, cubierta de pelo marrón, con flores unisexuales. Las flores femeninas son dos veces más grande que las masculinas, ambas tienen tres sépalos y tres pétalos. El fruto es globoso a elipsoide, de color rosa a rojo, con una sola semilla.

## Distribución y hábitat
La distribución de Lytocaryum hoehni se limita a una zona en los bosques de montaña entre los 800 y 975 m s. n. m. de altitud, en donde llueve casi todo el año. Se encuentra casi extinguido. L. weddellianum  se encuentra en la costa sureste de Brasil donde el desarrollo ha causado también que se la considere en peligro de extinción.  Crece en los bosques tropicales a 900 m de altitud.

## Cultivo y usos
L. weddellianum es una planta comúnmente cultivada en maceta en toda Europa, lo cual puede salvarla de la extinción, pero L. hoehnei  es esencialmente desconocida en forma cultivada. Requieren de sombra y ricos suelos con drenaje rápido y con suelo ácido.

## Taxonomía
El género fue descrito por Francisco Hernández de Toledo y publicado en Arquivos de Botânica do Estado de São Paulo 2(1): 6. 1944.
Etimología
Lytocaryum: nombre genérico que deriva de las palabras del griego para " suelto " y " nuez ".

## Especies
- Lytocaryum hoehni
- Lytocaryum weddellianum